# Papilė
Papilė är en ort i Litauen. Den ligger i den nordvästra delen av landet, 220 km nordväst om huvudstaden Vilnius. Papilė ligger 88 meter över havet och antalet invånare är 1 449.
Terrängen runt Papilė är platt. Runt Papilė är det ganska glesbefolkat, med 35 invånare per kvadratkilometer. Närmaste större samhälle är Kuršėnai, 18,4 km sydost om Papilė. Omgivningarna runt Papilė är en mosaik av jordbruksmark och naturlig växtlighet.